# Араухо, Гвен
Гвен Эмбер Роуз Араухо (англ. Gwen Amber Rose Araujo; 24 февраля 1985 — 3 октября 2002) — американская трансгендерная девушка, которая была избита и задушена четырьмя мужчинами в Ньюарке, штат Калифорния.
Убийство привлекло внимание американской общественности и послужило стимулом к ужесточению законодательства нескольких американских штатов в отношении преступлений, совершаемых на почве ненависти к представителям сексуальных меньшинств и инвалидам. Убийство постоянно сравнивалось с историей Мэттью Шепарда, что в результате способствовало единению всего ЛГБТ-сообщества.

## Ранние годы
Араухо, урождённая Эдвард Араухо-младший, родилась в Броли, Калифорния, в семье Эдварда Араухо-старшего и Сильвии Герерро. Её родители развелись, когда ей было 10 месяцев.
Араухо совершила каминг-аут в 1999 году, в возрасте 14 лет, и начала использовать имя Гвен, которое выбрала в честь любимой певицы Гвен Стефани, она также использовала имена Лида и Венди. Араухо стала отращивать волосы, планировала пройти гормональное лечение и сделать операцию по смене пола. Её старшая сестра говорила, что в младших классах школы над ней издевались из-за её голоса и манеры поведения. Она перешла в альтернативную среднюю школу, но не вернулась туда.

## Убийство
Араухо, которая на тот момент носила имя «Лида», познакомилась с Майклом Мэгидсоном, Хосе Мэрэлом, Джероном Наборсом и Джейсоном Касаресом летом 2002 года. Она флиртовала с ними и за компанию курила марихуану. После того, как она ушла, Наборс спросил остальных троих: Может, это чувак? Но ни один из четырёх мужчин не воспринял эту мысль всерьёз.
Она, как сообщалось, занималась оральным сексом с Мэгидсоном и анальным ― с Мэрэлом. Своим партнёрам в момент интимных отношений она сообщала, что у неё менструальное кровотечение, и просила не прикасаться к её гениталиям, так как боялась, что могут быть обнаружены её мужские половые органы.
Николь Браун, которая встречалась с Полом Мэрэлом (старшим братом Хосе) и уже была знакома с Араухо, сказала, что они с ней устроили драку после того, как Браун попросила Араухо раздеться для мужчин. Араухо удивила её сильным ударом во время драки. Браун сказала, что мужчины еле разняли их, потому что Араухо была такая же сильная, как и они. Она дралась как парень. Парни начали спорить, была ли Араухо женщиной, придя к выводу, что с ней может случиться что-то плохое, если бы она ей не была.
3 октября 2002 года она присутствовала на вечеринке в доме, арендуемом Хосе Мэрэлом и его братом Полом Мэрэлом. В доме присутствовали: Мэгидсон, Хосе Мэрэл, Наборс, Касарес, Пол Мэрэл со своей подругой Николь Браун и Эммануэль Мэрэл. Браун с помощью силы провела принудительный осмотр, в результате которого у Гвен были обнаружены мужские гениталии, после чего с ней начали жестоко обращаться. Мэгидсон ударил Араухо в лицо и начал душить её, но компания его остановила. Через некоторое время Пол Мэрэл, Эммануэль Мэрэл и Браун покинули дом. Хосе Мэрэл ударил Араухо по голове сковородой. Наборс и Касарес отправились на грузовике Мэгидсона в дом Касареса за лопатой и киркой. Когда они вернулись, Араухо была ещё в сознании и сидела на диване. В какой-то момент насилие возобновилось. Мэгидсон ударил Араухо коленом по голове и она потеряла сознание. Касарес начал бить Гвен ногами. После этого Араухо приволокли в гараж. Наборс показал, что Мэгидсон душил её веревкой, а Касарес ударил лопатой. Но по показаниям Мэгидсона, именно Наборс душил Араухо и ударил её лопатой. Касарес показал, что он никогда не бил Араухо и не видел её мертвой.
Тело Араухо завернули в одеяло и положили в пикап. Автомобиль проехал четыре часа, прежде чем труп захоронили близ гор Сьерра-Невады. Об исчезновении и убийстве Араухо ничего не знали в течение нескольких дней. Не ясно, в какой момент и в какой последовательности событий наступила смерть. Однако вскрытие показало, что девушка скончалась от удушения и сильной тупой травмы головы.

## Суд
В 2005 году состоялся суд. Мэгидсон и Хосе Мерел были признаны виновными в убийстве второй степени и приговорены к 15 годам лишения свободы каждый. Наборса и Касареса суд признал виновными в причинении смерти по неосторожности и назначил им наказание в виде 11 и 6 лет лишения свободы соответственно. Мотив ненависти, как отягчающее вину обстоятельство, был отклонён, ввиду отсутствия на момент суда соответствующих юридических норм. Транс-паника, как разновидность гей-паники, была применена стороной защиты обвиняемых для смягчения приговора.

## Последствия
- О Гвен Араухо в 2006 году снят фильм «Девушка, похожая на меня: история Гвен Араухо» (A Girl Like Me: The Gwen Araujo Story)
- По просьбе матери официальное имя Араухо было посмертно изменено с Эдди на Гвен 23 июня 2004 года[33]